# Thánh nhân

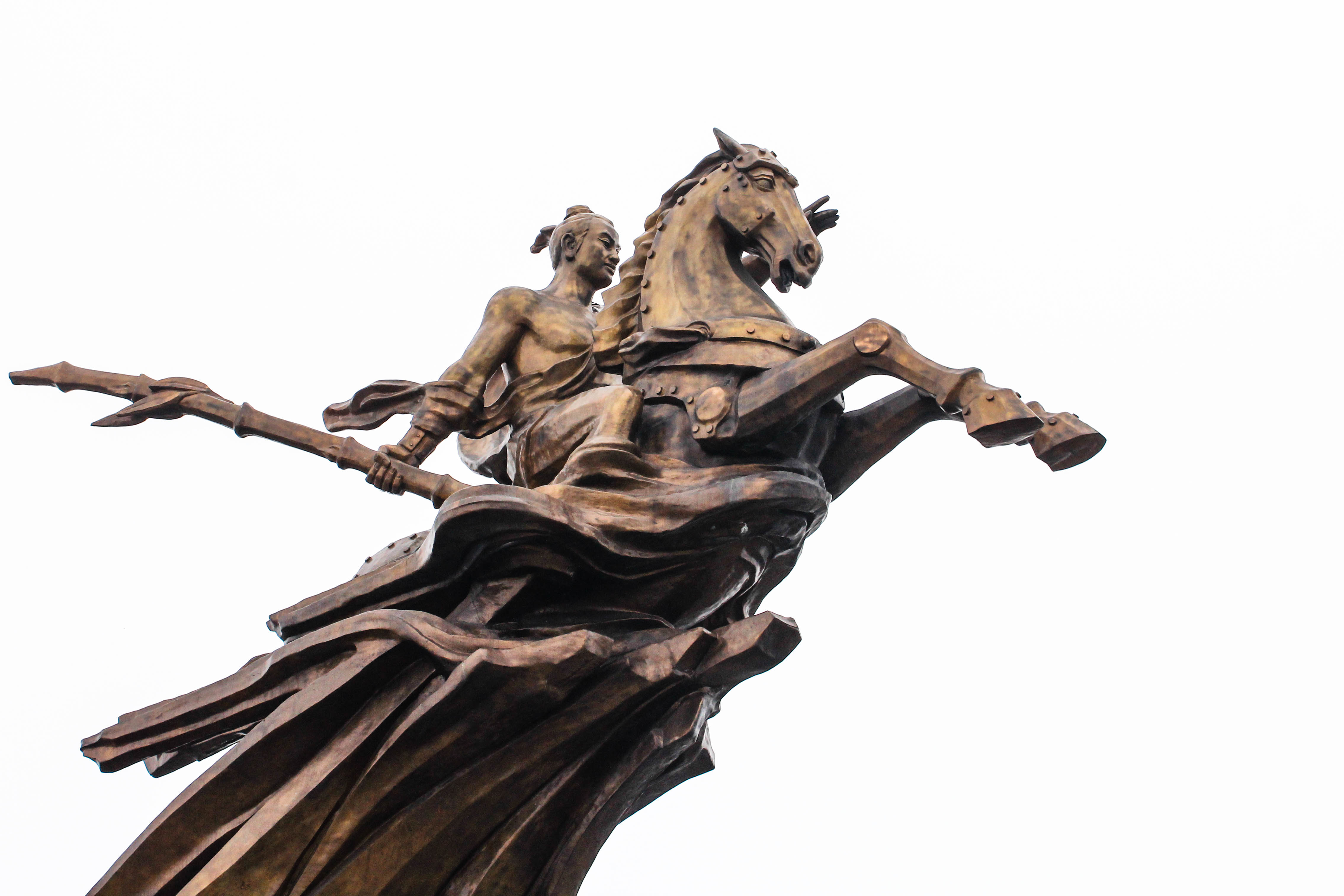
Phù Đổng Thiên Vương, một Đại thánh trong thần thoại Việt Nam.

Thánh nhân (chữ Hán: 聖人) cũng gọi là thánh giả (聖者), vị thánh, đức thánh là những người có đức hạnh cao, vượt khỏi tính phàm trần mà được xếp vào bậc linh thiêng. Trong một số tôn giáo, thánh nhân là những người đã trải qua một nghi lễ nhất định, hoặc được những tín đồ trực tiếp tôn là thánh.

## Dân gian Việt Nam

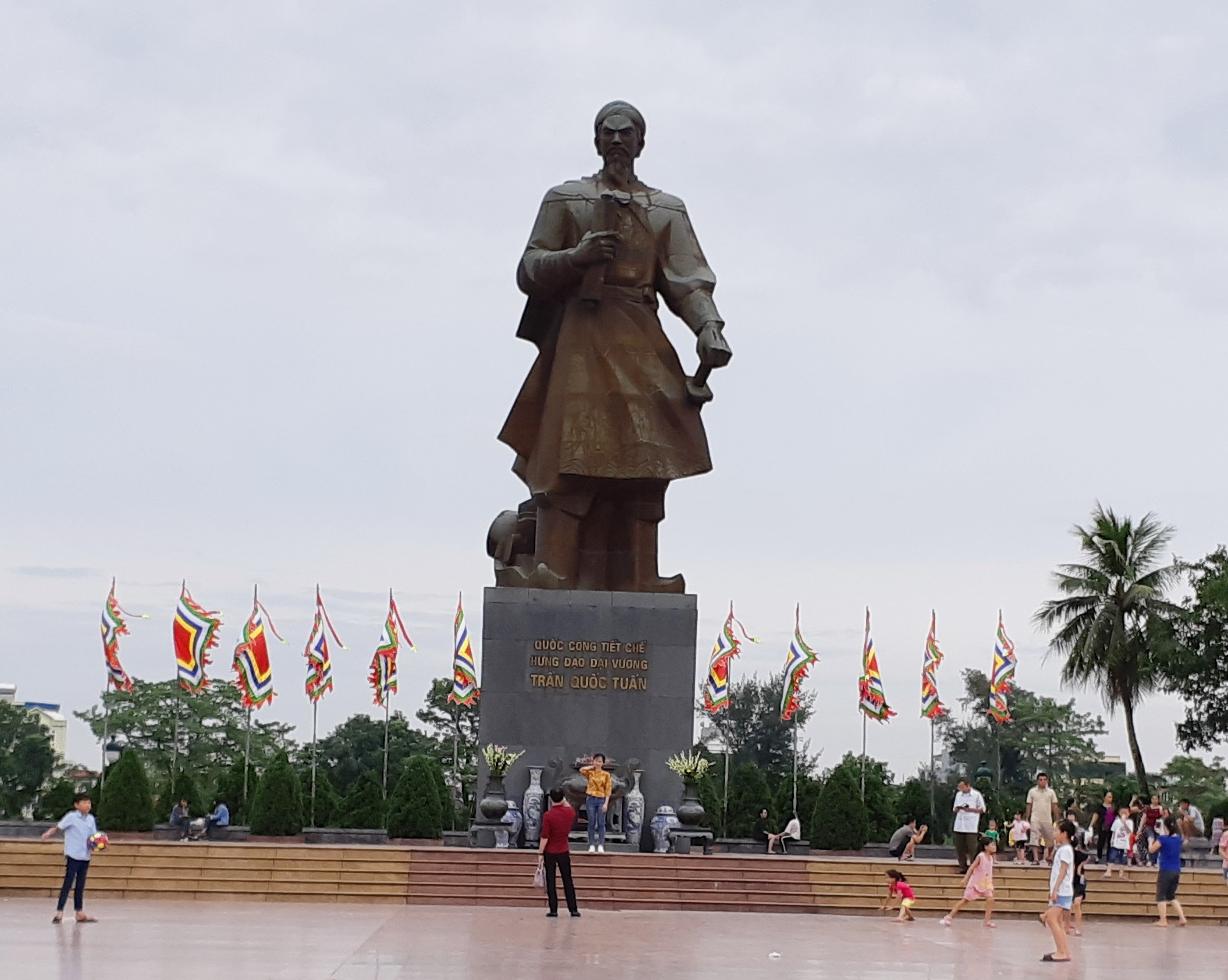
Trần Hưng Đạo, nhà quân sự lỗi lạc của nước Đại Việt.

Thánh nhân trong dân gian Việt Nam chỉ những con người tài giỏi, sáng suốt, đức độ, có công trạng và được dân chúng vinh danh như Trần Hưng Đạo (Đức thánh Trần), Lý Quốc Sư (Đức thánh Nguyễn), Từ Đạo Hạnh (Đức thánh Láng), Dương Tự Minh (Đức thánh Đuổm), Thánh Tam Giang, Thánh Đương Giang,...
Trong truyền thuyết, một số thánh nhân sở hữu những phép thần thông, rất được dân chúng tôn kính, thờ phụng và xếp họ vào bậc Đại thánh (大聖). Người đời ca tụng những vị đại thánh này là Tứ Bất Tử, bao gồm Sơn Tinh, Liễu Hạnh Công chúa, Chử Đồng Tử và Phù Đổng Thiên Vương. Hầu hết truyền thuyết về họ đều là người nhà trời giáng trần để cứu giúp nhân dân.

## Nho giáo

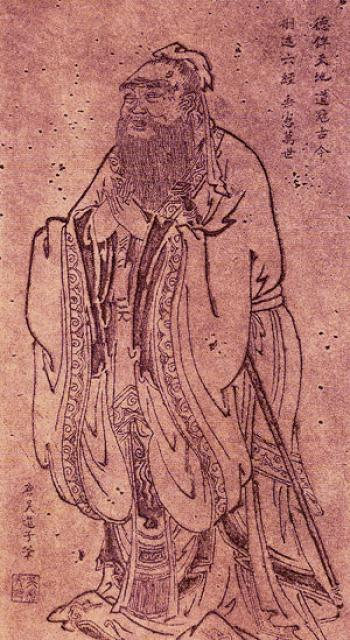
Khổng Tử, nhà nho Trung Quốc được tôn xưng là thánh nhân.

Trong Nho giáo Trung Quốc, thánh nhân là người hội đủ ba yếu tố vĩ đại, uy nghiêm và cao quý, là những người lý tưởng không chỉ với tư cách là một nhà lãnh đạo chính trị mà còn là hiện thân của đạo đức. Ngược lại với thánh nhân là phàm phu (凡夫), chỉ những kẻ thấp kém và tầm thường.
Các thánh nhân cũng được chia ra làm Văn thánh (文聖) và Võ thánh (武聖). Chẳng hạn như Chu Công là người có công lập nên nhà Chu; hay Khổng Tử, một nhà nho, nhà triết học vĩ đại đều là những thánh nhân lỗi lạc của Trung Hoa. Mạnh Tử cũng được gọi là "Á thánh" vì chỉ đứng sau Khổng Tử. Quan Vũ và Nhạc Phi cũng được người đời tôn xưng là võ thánh.

## Phật giáo
Thánh nhân là người đã chuyển hóa hoàn toàn trạng thái của người phàm kẻ tục, đã chứng đắc được bốn con đường siêu thế và bốn quả siêu việt.
Trong một phân loại phổ biến nhất của kinh điển Paali, có bốn quả vị tu chứng Thánh, bao gồm bậc Dự Lưu, bậc Nhất Lai, bậc Bất Lai và bậc Vô Sanh. Nếu phân loại chi tiết hơn, số lượng thánh nhân lên đến bảy, tám và chín phẩm Thánh tùy theo các bản văn khác nhau.
Gia phả bảy thánh nhân bao gồm: bậc giải thoát bằng hai cách, bậc giải thoát nhờ trí tuệ, bậc thân chứng, bậc chứng đạt chánh kiến, bậc giải thoát nhờ chánh tín, bậc theo đuổi chân lý và bậc thành tín đức tin.
Gia phả tám thánh nhân thường được gọi là bốn đôi tám chúng, bao gồm: bậc tuệ tri con đường ngược dòng, bậc chứng đắc quả ngược dòng hay bậc dự vào dòng thánh  bậc tuệ tri được con đường trở lại một lần, bậc chứng được quả trở lại một lần  cũng còn gọi là bậc trở lại một lần, bậc tuệ tri con đường không trở lại , bậc chứng được quả không trở lại cũng còn gọi là bậc không trở lại, bậc tuệ tri con đường A-la-hán và bậc chứng được quả A-la-hán hoặc còn gọi là quả thánh nhân.
Gia phả chín thánh nhân bao gồm tám bậc giác ngộ vừa nêu cộng với bậc đã gia nhập vào gia phả thánh nhân.

## Kitô giáo
Xem thêm: Danh sách thánh Kitô giáo

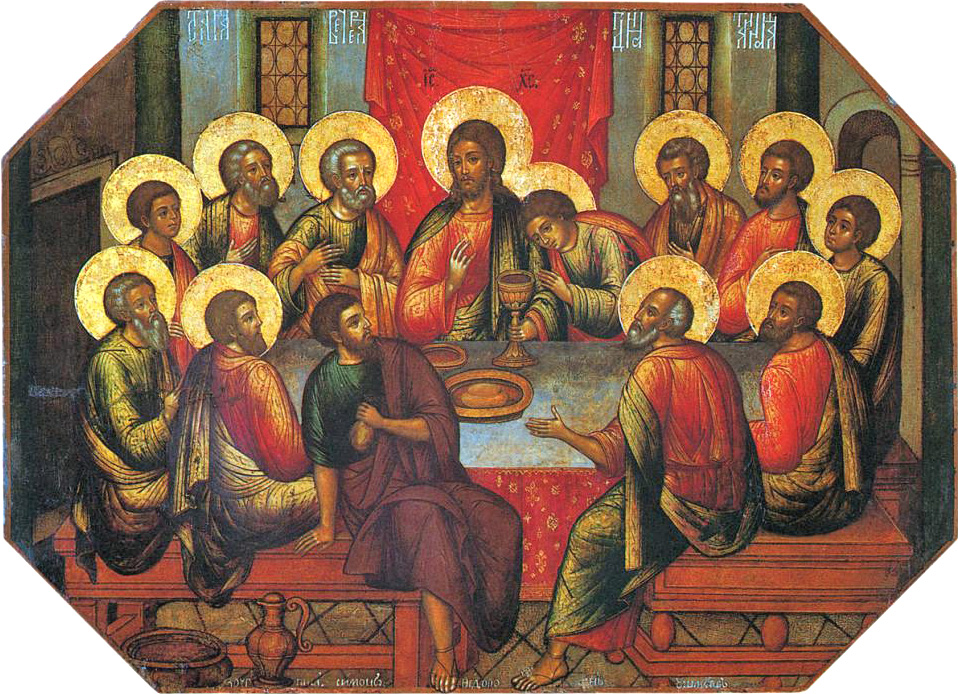
Trong nghệ thuật Kitô giáo truyền thống, những vị thánh được vẽ đeo vầng hào quang trên đầu.

Trong các giáo phái thuộc Kitô giáo, thánh nhân (tiếng Anh: Saint) là người được công nhận có mức độ thánh thiện và thân cận với Thiên Chúa. Tuy nhiên, việc sử dụng thuật ngữ thánh nhân còn tùy thuộc vào bối cảnh và giáo phái. Trong giáo lý Công giáo, Chính thống giáo Đông phương, Anh giáo , Chính thống giáo Cổ Đông phương và Giáo hội Luther, tất cả người trung thành tử vì đạo sẽ được lên Thiên đường đều được coi là thánh, nhưng một số được coi là xứng đáng được tôn vinh. Hoặc trở thành thánh qua nghi lễ phong thánh như của Giáo hội Công giáo hoặc tôn vinh trong Giáo hội Chính thống Đông phương sau khi được họ chấp thuận.
Thánh nhân trong Kitô giáo còn được chia làm nhiều loại như Chân phước, Thánh nữ, Thánh mẫu...

## Cao Đài giáo
Các thánh nhân được thờ trong thánh thất, họ được xếp vào bậc Thánh trong Ngũ chi Đại Đạo.
| Tìm hiểu thêm về Thánh nhân tại các dự án liên quan |                        |
| Tìm kiếm Wiktionary                                 | Từ điển từ Wiktionary  |
| Tìm kiếm Wikisource                                 | Văn kiện từ Wikisource |